# Mordparta (seriál)
Mordparta je český kriminální televizní seriál vysílaný na stanici Prima. Odehrává se na oddělení obecné kriminality policie v krajském městě. Režie se ujali slovenští režiséři Peter Bebjak a Róbert Šveda, scénář napsal Tomáš Bombík. Televizní stanice Prima Mordpartu označila jako „kriminální seriál severského typu“.
První série seriálu má osm epizod a každá z nich řeší jeden ucelený příběh. V hlavních rolích vyšetřovacího týmu se objevili Jiří Bartoška, Vojtěch Kotek, Markéta Plánková, Pavel Batěk a Jiří Bábek.
Od 19. listopadu 2016 do února 2017 se natáčela druhá řada, která měla taktéž osm epizod.

## Obsazení

### Hlavní postavy
| Jiří Bartoška    | Jan Kolumný, přezdívaný Columbo |
| Vojtěch Kotek    | Karel „Kája“ Plíhal             |
| Markéta Plánková | Naďa Vokušová                   |
| Pavel Batěk      | Pavel Paulus                    |
| Jiří Bábek       | šéf Milan Doležal               |
| David Máj        | Matouš Radačínský               |

### Vedlejší postavy
| Radim Fiala           | Marek Vokuš, manžel Naďi                 |
| Anna Fialová          | Anna Kolumná, dcera Jana                 |
| Adam Ernest           | Michal Adler, přítel Anny                |
| Milena Steinmasslová  | Marie Kolumná, Manželka Jana             |
| Jana Pidrmanová       | Vendy, přítelkyně Pavla                  |
| Kristýna Liška Boková | Barbora Paulusová, bývalá manželka Pavla |
| Daniel Svoboda        | Policista Janek                          |
| Radana Herrmannová    | Monika, Matka Káji                       |
| Jaromír Janeček       | Karel, Otec Káji                         |
| Jan Battěk            | Hacker Daniel Tůma                       |
| Vladimír T. Gottwald  | Nárožný                                  |

## Seznam dílů

### První řada (2016)
| Pořadí v seriálu | Pořadí v řadě | Název      | Režie        | Scénář       | Datum premiéry | Sledovanost |
| ---------------- | ------------- | ---------- | ------------ | ------------ | -------------- | ----------- |
| 1                | 1             | Nevěsta    | Peter Bebjak | Tomáš Bombík | 28. srpna 2016 | 0,993       |
| 2                | 2             | Samota     | Peter Bebjak | Tomáš Bombík | 4. září 2016   | 0,732       |
| 3                | 3             | Převýchova | Peter Bebjak | Tomáš Bombík | 11. září 2016  | 0,672       |
| 4                | 4             | Láska      | Peter Bebjak | Tomáš Bombík | 18. září 2016  | 0,730       |
| 5                | 5             | Nevěra     | Róbert Šveda | Tomáš Bombík | 25. září 2016  | 0,637       |
| 6                | 6             | Nadvláda   | Róbert Šveda | Tomáš Bombík | 2. října 2016  | 0,719       |
| 7                | 7             | Oběť       | Róbert Šveda | Tomáš Bombík | 9. října 2016  | 0,718       |
| 8                | 8             | Kořist     | Róbert Šveda | Tomáš Bombík | 16. října 2016 | 0,710       |

### Druhá řada (2017)
| Pořadí v seriálu | Pořadí v řadě | Název        | Režie        | Scénář       | Datum premiéry  | Sledovanost |
| ---------------- | ------------- | ------------ | ------------ | ------------ | --------------- | ----------- |
| 9                | 1             | Potomek      | Peter Bebjak | Tomáš Bombík | 9. dubna 2017   | 1,077       |
| 10               | 2             | Lom          | Peter Bebjak | Tomáš Bombík | 16. dubna 2017  | 0,747       |
| 11               | 3             | Klášter      | Peter Bebjak | Tomáš Bombík | 23. dubna 2017  | 0,976       |
| 12               | 4             | Motivátor    | Peter Bebjak | Tomáš Bombík | 30. dubna 2017  | 0,610       |
| 13               | 5             | Teambuilding | Róbert Šveda | Tomáš Bombík | 7. května 2017  | 0,663       |
| 14               | 6             | Bratři       | Róbert Šveda | Tomáš Bombík | 14. května 2017 | 0,805       |
| 15               | 7             | Krev         | Róbert Šveda | Tomáš Bombík | 21. května 2017 | 0,809       |
| 16               | 8             | Řešení       | Róbert Šveda | Tomáš Bombík | 28. května 2017 | 0,704       |